# Boris Konstantinovich Schischkin
Boris Konstantinovich Schischkin (ou Schishkin) (19 de abril de 1886 – 1963) foi um botânico russo.